# قلعة بيغ (باغ صفا)
قلعة بیغ (بالفارسية: قلعه بیگ) هي منطقة سكنية تقع في إيران في فارس. يقدر عدد سكانها بـ 85 نسمة .